# Azoture de lithium
L'azoture de lithium est un composé chimique de formule LiN3. Il se présente comme un solide cristallisé toxique qui se décompose de manière explosive lorsqu'il est chauffé. Très hygroscopique et soluble dans l'eau, il cristallise dans le système monoclinique avec le groupe d'espace C2/m (no 12) et Z = 2.
L'azoture de lithium peut être obtenu par métathèse en faisant réagir de l'azoture de sodium NaN3 avec du sulfate de lithium Li2SO4 :
2 NaN3 + Li2SO4 ⟶ 2 LiN3 + Na2SO4.
La réaction fonctionne également avec le nitrate de lithium LiNO3 :
NaN3 + LiNO3 ⟶ LiN3 + NaNO3.
Il peut également être obtenu en faisant réagir de l'azoture de sodium avec du chlorure de lithium LiCl :
NaN3 + LiCl ⟶ LiN3 + NaCl.